# همه دوستان من مرده‌اند
همهٔ دوستان من مرده‌اند (لهستانی: Wszyscy moi przyjaciele nie zyja) یک فیلم کمدی سیاه ترسناک لهستانی است که در سال ۲۰۲۰ منتشر شد.

## گزیدهٔ بازیگران
- میخاو مِـیِر
- آدام ورونوویچ
- یولیا وینیاوا
- نیکودم رزبیتسکی
- مونیکا کشیفکوفسکا
- آدام بوبیک
- توماش کارولاک
- بارتوئومیئی فیرلت
- الکساندرا پیسولا
- پائولینا گاوونسکا
- آدام تورچیک